# Grecja na Letnich Igrzyskach Olimpijskich 1896
| Medale według dni | Medale według dni | Medale według dni | Medale według dni | Medale według dni | Medale według dni | Medale według dni |
| ----------------- | ----------------- | ----------------- | ----------------- | ----------------- | ----------------- | ----------------- |
| Dzień             | Data              |                   |                   |                   |                   |                   |
| Dzień 1           | 6 kwietnia        | 0                 | 1                 | 2                 | 3                 |                   |
| Dzień 2           | 7 kwietnia        | 1                 | 1                 | 4                 | 6                 |                   |
| Dzień 3           | 8 kwietnia        | 1                 | 2                 | 2                 | 5                 |                   |
| Dzień 4           | 9 kwietnia        | 3                 | 3                 | 2                 | 8                 |                   |
| Dzień 5           | 10 kwietnia       | 1                 | 1                 | 3                 | 5                 |                   |
| Dzień 6           | 11 kwietnia       | 2                 | 9                 | 6                 | 17                |                   |
| Dzień 7           | 12 kwietnia       | 2                 | 1                 | 0                 | 3                 |                   |
| Dzień 8           | 13 kwietnia       | 0                 | 0                 | 0                 | 0                 |                   |
| Dzień 9           | 14 kwietnia       | —                 | —                 | —                 | —                 |                   |
| Dzień 10          | 15 kwietnia       | —                 | —                 | —                 | —                 |                   |

Grecja na Letnich Igrzyskach Olimpijskich 1896 była reprezentowana przez 170 sportowców we wszystkich sportach. Zdobyli oni łącznie 47 medali, w tym 10 złotych.

## Medaliści

### Złote medale
- Nikolaos Andriakopulos – gimnastyka, wspinaczka po linie
- Joanis Frangudis – strzelectwo, pistolet szybki
- Joanis Jeorjadis – szermierka, szabla
- Pandelis Karasewdas – strzelectwo, karabin wojskowy
- Aristidis Konstandinidis – kolarstwo, wyścig szosowy
- Spiridon Luis – lekkoatletyka, maraton
- Joanis Malokinis – pływanie, 100 metrów dla żeglarzy
- Joanis Mitropulos – gimnastyka, ćwiczenia na kółkach
- Jeorjos Orfanidis – strzelectwo, karabin dowolny
- Leonidas Pirgos – szermierka, floret zawodowcy

### Srebrne medale
- Joanis Andreu – pływanie, 1200 metrów stylem dowolnym
- Spiridon Chazapis – pływanie, 100 metrów dla żeglarzy
- Joanis Frangudis – strzelectwo, karabin dowolny
- Miltiadis Guskos – lekkoatletyka, pchnięcie kulą
- Tilemachos Karakalos – szermierka, szabla
- Dimitrios Kasdaglis – tenis, singiel
- Dimitrios Kasdaglis, Dimitrios Petrokokinos – tenis, debel
- Jeorjos Koletis – kolarstwo, 100 kilometrów
- Tomas Ksenakis – gimnastyka, wspinaczka po linie
- Stamatios Nikolopulos – kolarstwo, Time Trial
- Stamatios Nikolopulos – kolarstwo, 2 kilometry
- Jeorjos Orfanidis – strzelectwo, pistolet szybki
- Panajotis Paraskiewopulos – lekkoatletyka, rzut dyskiem
- Pawlos Pawlidis – strzelectwo, karabin wojskowy
- Andonios Pepanos – pływanie, 500 metrów stylem dowolnym
- Jeorjos Tsitas – zapasy, styl klasyczny (grecko-rzymski)
- Charilaos Wasilakos – lekkoatletyka, maraton
- Grecja I – gimnastyka, ćwiczenia na poręczach – drużynowo

### Brązowe medale
- Efstatios Chorafas – pływanie, 500 metrów stylem dowolnym
- Stefanos Christopulos – zapasy, styl klasyczny (grecko-rzymski)
- Ewangelos Damaskos – lekkoatletyka, skok o tyczce
- Dimitrios Driwas – pływanie, 100 metrów dla żeglarzy
- Joanis Frangudis – strzelectwo, pistolet dowolny
- Dimitrios Golemis – lekkoatletyka, 800 metrów
- Nikolaos Morakis – strzelectwo, pistolet wojskowy
- Aleksandros Nikolopulos – podnoszenie ciężarów, jednorącz
- Jeorjos Papasideris – lekkoatletyka, pchnięcie kulą
- Konstandinos Paspatis – tenis, singiel
- Joanis Persakis – lekkoatletyka, trójskok
- Petros Persakis – gimnastyka, ćwiczenia na kółkach
- Periklis Pierakos-Mawromichalis – szermierka, floret
- Joanis Teodoropulos – lekkoatletyka, skok o tyczce
- Nikolaos Trikupis – strzelectwo, karabin wojskowy
- Sotirios Wersis – lekkoatletyka, rzut dyskiem
- Sotirios Wersis – podnoszenie ciężarów, oburącz
- Grecja II – gimnastyka, ćwiczenia na poręczach – drużynowo

## Wyniki

### Lekkoatletyka
| Konkurencja             | Miejsce    | Zawodnik                   | Eliminacje        | Finał                  |
| ----------------------- | ---------- | -------------------------- | ----------------- | ---------------------- |
| 100 metrów              | 5. miejsce | Aleksandros Chalkokondilis | 12,75 s           | 12,60 s                |
| 100 metrów              | –          | Jeorjos Jenimatas          | nieznany          | nie zakwalifikował się |
| 800 metrów              | 3. miejsce | Dimitrios Golemis          | 2:16,8            | 2:28,0                 |
| 800 metrów              | –          | Angelos Fetsis             | nieznany          | nie zakwalifikował się |
| 800 metrów              | –          | Dimitrios Tombrof          | nieznany          | nie zakwalifikował się |
| 1500 metrów             | 5. miejsce | Angelos Fetsis             | xxx               | nieznany               |
| 1500 metrów             | 6. miejsce | Dimitrios Golemis          | xxx               | nieznany               |
| 1500 metrów             | –          | Konstandinos Karakatsanis  | xxx               | nieznany               |
| 1500 metrów             | –          | Dimitrios Tombrof          | xxx               | nieznany               |
| 110 metrów przez płotki | –          | Atanasios Skaltsojanis     | nieznany          | nie zakwalifikował się |
| 110 metrów przez płotki | –          | Anastasios Andreu          | nieznany          | nie zakwalifikował się |
| maraton                 | 1. miejsce | Spiridon Luis              | xxx               | 2:58:50                |
| maraton                 | 2. miejsce | Charilaos Wasilakos        | xxx               | 3:06:03                |
| maraton                 | 4. miejsce | Joanis Wretos              | xxx               | nieznany               |
| maraton                 | 5. miejsce | Elefterios Papasimeon      | xxx               | nieznany               |
| maraton                 | 6. miejsce | Dimitrios Delijanis        | xxx               | nieznany               |
| maraton                 | 7. miejsce | Ewangelos Jerakaris        | xxx               | nieznany               |
| maraton                 | 8. miejsce | Stamatios Masuris          | xxx               | nieznany               |
| maraton                 | 9. miejsce | Sokratis Lagudakis         | xxx               | nieznany               |
| maraton                 | –          | Joanis Lawrendis           | xxx               | nie ukończył           |
| maraton                 | –          | Jeorjos Grigoriu           | xxx               | nie ukończył           |
| maraton                 | –          | Ilias Kafedzis             | xxx               | nie ukończył           |
| maraton                 | –          | Dimitrios Christopulos     | xxx               | nie ukończył           |
| maraton                 | –          | Spiridon Belokas           | zdyskwalifikowany |                        |

| Konkurencja    | Miejsce    | Zawodnik                   | Najlepszy wynik |
| -------------- | ---------- | -------------------------- | --------------- |
| Skok w dal     | 4. miejsce | Aleksandros Chalkokondilis | 5,74 m          |
| Skok w dal     | –          | Atanasios Skaltsojanis     | nieznany        |
| trójskok       | 3. miejsce | Joanis Persakis            | 12,52 m         |
| trójskok       | –          | Christos Zumis             | nieznany        |
| skok o tyczce  | 3. miejsce | Ewangelos Damaskos         | 2,60 m          |
| skok o tyczce  | 3. miejsce | Joanis Teodoropulos        | 2,60 m          |
| skok o tyczce  | 5. miejsce | Wasilios Ksidas            | 2,40 m          |
| pchnięcie kulą | 2. miejsce | Miltiadis Guskos           | 11,03 m         |
| pchnięcie kulą | 3. miejsce | Jeorjos Papasideris        | 10,36 m         |
| pchnięcie kulą | 2. miejsce | Panajotis Paraskiewopulos  | 28,95 m         |
| pchnięcie kulą | 3. miejsce | Sotirios Wersis            | 27,78 m         |
| pchnięcie kulą | –          | Jeorjos Papasideris        | nieznany        |

### Kolarstwo
| Konkurencja        | Miejsce    | Zawodnik                 | Czas/Dystans |
| ------------------ | ---------- | ------------------------ | ------------ |
| Time Trial         | 2. miejsce | Stamatios Nikolopulos    | 26,0 s       |
| 2 kilometry        | 2. miejsce | Stamatios Nikolopulos    | 5:00,2       |
| 10 kilometrów      | 5. miejsce | Aristidis Konstandinidis | nieznany     |
| 10 kilometrów      | –          | Jeorjos Koletis          | nie ukończył |
| 100 kilometrów     | 2nd        | Jeorjos Koletis          | nieznany     |
| 100 kilometrów     | –          | Aristidis Konstandinidis | nie ukończył |
| wyścig 12-godzinny | –          | Jeorjos Paraskiewopulos  | nie ukończył |
| wyścig 12-godzinny | –          | Nikos Lowerdos           | nie ukończył |
| wyścig 12-godzinny | –          | A. Tryfiatis-Tripiaris   | nie ukończył |
| wyścig 12-godzinny | –          | Konstandinos Konstandinu | nie ukończył |
| wyścig szosowy     | 1. miejsce | Aristidis Konstandinidis | 3:22:31      |
| wyścig szosowy     | –          | Jeorjos Aspiotis         | nieznany     |
| wyścig szosowy     | –          | Miltiadis Jatru          | nieznany     |
| wyścig szosowy     | –          | Konstandinos Konstandinu | nieznany     |
| wyścig szosowy     | –          | Jeorjos Paraskiewopulos  | nieznany     |

### Szermierka
| Konkurencja      | Miejsce    | Zawodnik                        | Zwycięstwa | Porażki | Faza grupowa       | Finał                  |
| ---------------- | ---------- | ------------------------------- | ---------- | ------- | ------------------ | ---------------------- |
| Floret           | 3. miejsce | Periklis Pierakos-Mawromichalis | 2          | 1       | 2. miejsce Grupa A | nie zakwalifikował się |
| Floret           | 4. miejsce | Atanasios Wuros                 | 2          | 1       | 2. miejsce Grupa B | nie zakwalifikował się |
| Floret           | 5. miejsce | Konstandinos Komninos-Miliotis  | 1          | 2       | 3. miejsce Grupa B | nie zakwalifikował się |
| Floret           | 7. miejsce | Jeorjos Balakakis               | 0          | 3       | 4. miejsce Grupa B | nie zakwalifikował się |
| Floret           | 7. miejsce | Joanis Pulos                    | 0          | 3       | 4. miejsce Grupa A | nie zakwalifikował się |
| floret zawodowcy | 1. miejsce | Leonidas Pirgos                 | 1          | 0       | xxx                | wygrana 3-1            |
| szabla           | 1. miejsce | Joanis Jeorjadis                | 4          | 0       | 1. miejsce         | xxx                    |
| szabla           | 2. miejsce | Tilemachos Karakalos            | 3          | 1       | 2. miejsce         | xxx                    |
| szabla           | 5. miejsce | Jeorjos Jatridis                | 0          | 4       | 5. miejsce         | xxx                    |

### Gimnastyka
| Konkurencja                 | Miejsce    | Zawodnik             |
| --------------------------- | ---------- | -------------------- |
| Ćwiczenia na drążku         | –          | Filippos Karvelas    |
| Ćwiczenia na drążku         | –          | Joanis Mitropulos    |
| Ćwiczenia na drążku         | –          | Andonios Papajanu    |
| Ćwiczenia na poręczach      | –          | Andonios Papajanu    |
| Ćwiczenia na poręczach      | –          | Leonidas Tsiklitiras |
| Ćwiczenia na koniu z łękami | –          | Aristowulos Petmezas |
| Ćwiczenia na kółkach        | 1. miejsce | Joanis Mitropulos    |
| Ćwiczenia na kółkach        | 3. miejsce | Petros Persakis      |

| Konkurencja         | Miejsce    | Zawodnik               | Wynik |
| ------------------- | ---------- | ---------------------- | ----- |
| Wspinaczka po linie | 1. miejsce | Nikolaos Andriakopulos | 14 m  |
| Wspinaczka po linie | 2. miejsce | Tomas Ksenakis         | 14 m  |

| Konkurencja                     | Miejsce    | Zespół    |
| ------------------------------- | ---------- | --------- |
| Ćwiczenia na drążku - drużynowo | 2. miejsce | Grecja I  |
| Ćwiczenia na drążku - drużynowo | 3. miejsce | Grecja II |

### Strzelectwo
| Konkurencja             | Miejsce     | Zawodnik                        | Punkty       | Strzały      |
| ----------------------- | ----------- | ------------------------------- | ------------ | ------------ |
| Karabin wojskowy        | 1. miejsce  | Pandelis Karasewdas             | 2350         | 40           |
| Karabin wojskowy        | 2. miejsce  | Pawlos Pawlidis                 | 1978         | 38           |
| Karabin wojskowy        | 3. miejsce  | Nikolaos Trikupis               | 1713         | 34           |
| Karabin wojskowy        | 4. miejsce  | Anastasios Metaksas             | 1701         | nieznany     |
| Karabin wojskowy        | 5. miejsce  | Jeorjos Orfanidis               | 1698         | nieznany     |
| Karabin wojskowy        | 7. miejsce  | Jeorjos Diamandis               | 1456         | nieznany     |
| Karabin wojskowy        | 9. miejsce  | Joanis Teofilakis               | 1261         | nieznany     |
| Karabin wojskowy        | 11. miejsce | Aleksios Fetsis                 | 894          | nieznany     |
| Karabin wojskowy        | 12. miejsce | Spiridon Stais                  | 845          | nieznany     |
| Karabin wojskowy        | –           | Aristowulos Petmezas            | nieznany     | nieznany     |
| Karabin wojskowy        | –           | G. Karajanopulos                | nieznany     | nieznany     |
| Karabin wojskowy        | –           | 22 innych nieznanych zawodników | nieznany     | nieznany     |
| Karabin dowolny         | 1. miejsce  | Jeorjos Orfanidis               | 1583         | 37           |
| Karabin dowolny         | 2. miejsce  | Joanis Frangudis                | 1312         | 31           |
| Karabin dowolny         | 4. miejsce  | Anastasios Metaksas             | 1102         | nieznany     |
| Karabin dowolny         | 5. miejsce  | Pandelis Karasewdas             | 1039         | nieznany     |
| Karabin dowolny         | –           | Andelotanasis                   | nieznany     | nieznany     |
| Karabin dowolny         | –           | Jeorjos Diamandis               | nieznany     | nieznany     |
| Karabin dowolny         | –           | Aleksios Fetsis                 | nieznany     | nieznany     |
| Karabin dowolny         | –           | Karakatsanis                    | nieznany     | nieznany     |
| Karabin dowolny         | –           | Chadzidakis                     | nieznany     | nieznany     |
| Karabin dowolny         | –           | Nikolaos Lewidis                | nieznany     | nieznany     |
| Karabin dowolny         | –           | Ksenon Michailidis              | nieznany     | nieznany     |
| Karabin dowolny         | –           | Mustakopulos                    | nieznany     | nieznany     |
| Karabin dowolny         | –           | Pawlos Pawlidis                 | nieznany     | nieznany     |
| Karabin dowolny         | –           | Aleksandros Teofilakis          | nieznany     | nieznany     |
| Karabin dowolny         | –           | Joanis Teofilakis               | nieznany     | nieznany     |
| Karabin dowolny         | –           | Nikolaos Trikupis               | nieznany     | nieznany     |
| Karabin dowolny         | –           | Leon Langakis                   | nie ukończył | nie ukończył |
| Karabin dowolny         | –           | Joanis Wurakis                  | nie ukończył | nie ukończył |
| Pistolet wojskowy       | 3. miejsce  | Nikolaos Morakis                | 205          | nieznany     |
| Pistolet wojskowy       | 4. miejsce  | Joanis Frangudis                | nieznany     | nieznany     |
| Pistolet wojskowy       | –           | Ksenon Michailidis              | nieznany     | nieznany     |
| Pistolet wojskowy       | –           | Jeorjos Orfanidis               | nieznany     | nieznany     |
| Pistolet wojskowy       | –           | Pandazidis                      | nieznany     | nieznany     |
| Pistolet wojskowy       | –           | Patsuris                        | nieznany     | nieznany     |
| Pistolet wojskowy       | –           | Pawlos Pawlidis                 | nieznany     | nieznany     |
| Pistolet wojskowy       | –           | Aristowulos Petmezas            | nieznany     | nieznany     |
| Pistolet wojskowy       | –           | Platis                          | nieznany     | nieznany     |
| Pistolet wojskowy       | –           | Wawis                           | nieznany     | nieznany     |
| Pistolet wojskowy       | –           | Pandelis Karasewdas             | nie ukończył | nie ukończył |
| Pistolet wojskowy       | –           | Sanidis                         | nie ukończył | nie ukończył |
| Pistolet szybkostrzelny | 1. miejsce  | Joanis Frangudis                | 344          | 23           |
| Pistolet szybkostrzelny | 2. miejsce  | Jeorjos Orfanidis               | 249          | 20           |
| Pistolet dowolny        | 3. miejsce  | Joanis Frangudis                | Unknown      | Unknown      |
| Pistolet dowolny        | 4. miejsce  | Nikolaos Morakis                | nieznany     | nieznany     |
| Pistolet dowolny        | 5. miejsce  | Jeorjos Orfanidis               | nieznany     | nieznany     |

### Pływanie
| Konkurencja                 | Miejsce    | Zawodnik                              | Czas     |
| --------------------------- | ---------- | ------------------------------------- | -------- |
| 100 metrów stylem dowolnym  | 3-10       | Jeorjos Aninos                        | nieznany |
| 100 metrów stylem dowolnym  | 3-10       | Efstatios Chorafas                    | nieznany |
| 100 metrów stylem dowolnym  | 3-10       | Aleksandros Chrisafos                 | nieznany |
| 100 metrów stylem dowolnym  | 3-10       | Czterech innych nieznanych zawodników | nieznany |
| 500 metrów stylem dowolnym  | 2. miejsce | Andonios Pepanos                      | 9:57,6   |
| 500 metrów stylem dowolnym  | 3. miejsce | Efstatios Chorafas                    | nieznany |
| 1200 metrów stylem dowolnym | 2. miejsce | Joanis Andreu                         | 21:03,4  |
| 1200 metrów stylem dowolnym | 3-8        | Efstatios Chorafas                    | nieznany |
| 1200 metrów stylem dowolnym | 3-8        | N. Katrawas                           | nieznany |
| 1200 metrów stylem dowolnym | 3-8        | Trzech innych nieznanych zawodników   | nieznany |
| 100 metrów dla żeglarzy     | 1. miejsce | Joanis Malokinis                      | 2:20,4   |
| 100 metrów dla żeglarzy     | 2. miejsce | Spiridon Chazapis                     | nieznany |
| 100 metrów dla żeglarzy     | 3. miejsce | Dimitrios Driwas                      | nieznany |

### Tenis
| Konkurencja | Miejsce    | Zawodnik                                       | 1/8 finału       | 1/4 finału             | 1/2 finału             | Finał                  |
| ----------- | ---------- | ---------------------------------------------- | ---------------- | ---------------------- | ---------------------- | ---------------------- |
| Singiel     | 2. miejsce | Dimitrios Kasdaglis                            | wygrana          | wygrana                | wygrana                | przegrana              |
| Singiel     | 3. miejsce | Konstandinos Paspatis                          | wygrana          | wygrana                | przegrana              | nie zakwalifikował się |
| Singiel     | 5. miejsce | Aristidis Akratopulos                          | wygrana          | przegrana              | nie zakwalifikowł się  | nie zakwalifikowł się  |
| Singiel     | 5. miejsce | Konstandinos Akratopulos                       | wygrana walkower | przegrana              | nie zakwalifikowł się  | nie zakwalifikowł się  |
| Singiel     | 5. miejsce | Ewangelos Ralis                                | wygrana          | przegrana              | nie zakwalifikowł się  | nie zakwalifikowł się  |
| Singiel     | 8. miejsce | Dimitris Frangopulos                           | przegrana        | nie zakwalifikował się | nie zakwalifikował się | nie zakwalifikował się |
| Singiel     | 8. miejsce | Dimitrios Petrokokinos                         | przegrana        | nie zakwalifikował się | nie zakwalifikował się | nie zakwalifikował się |
| Debel       | 2. miejsce | Dimitrios Kasdaglis Dimitrios Petrokokinos     | xxx              | wygrana                | wygrana                | przegrana              |
| Debel       | 4. miejsce | Aristidis Akratopulos Konstandinos Akratopulos | xxx              | przegrana              | nie zakwalifikował się | nie zakwalifikował się |
| Debel       | 4. miejsce | Konstandinos Paspatis Ewangelos Ralis          | xxx              | przegrana              | nie zakwalifikował się | nie zakwalifikował się |

### Podnoszenie ciężarów
| Konkurencja | Miejsce    | Zawodnik                | Najlepszy wynik |
| ----------- | ---------- | ----------------------- | --------------- |
| jednorącz   | 3. miejsce | Aleksandros Nikolopulos | 57 kg 40 kg     |
| jednorącz   | 4. miejsce | Sotirios Wersis         | 40 kg           |
| oburącz     | 3. miejsce | Sotirios Wersis         | 90 kg           |
| oburącz     | 4. miejsce | Jeorjos Papasideris     | 90 kg           |

### Zapasy
| Konkurencja                     | Miejsce    | Zawodnik              | 1/4 finału | 1/2 finału | Finał                  |
| ------------------------------- | ---------- | --------------------- | ---------- | ---------- | ---------------------- |
| styl klasyczny (grecko-rzymski) | 2. miejsce | Jeorjos Tsitas        | wolny los  | wygrana    | przegrana              |
| styl klasyczny (grecko-rzymski) | 3. miejsce | Stefanos Christopulos | wygrana    | przegrana  | nie zakwalifikował się |